# NGC 4811
NGC 4811 (również PGC 44201) – galaktyka spiralna z poprzeczką (SB0-a), znajdująca się w gwiazdozbiorze Centaura. Odkrył ją John Herschel 8 czerwca 1834 roku.